# Storebro
Storebro är en tätort i Vimmerby kommun i Kalmar län. Orten ligger vid Stångån.

## Befolkningsutveckling
| Befolkningsutvecklingen i Storebro 1960–2020 | Befolkningsutvecklingen i Storebro 1960–2020 | Befolkningsutvecklingen i Storebro 1960–2020 | Befolkningsutvecklingen i Storebro 1960–2020 | Befolkningsutvecklingen i Storebro 1960–2020 |
| -------------------------------------------- | -------------------------------------------- | -------------------------------------------- | -------------------------------------------- | -------------------------------------------- |
|                                              |                                              |                                              |                                              |                                              |
| År                                           |                                              |                                              | Folkmängd                                    | Areal (ha)                                   |
| 1960                                         | 1960                                         |                                              | 836                                          |                                              |
| 1965                                         | 1965                                         |                                              | 1 095                                        |                                              |
| 1970                                         | 1970                                         |                                              | 1 317                                        |                                              |
| 1975                                         | 1975                                         |                                              | 1 420                                        |                                              |
| 1980                                         | 1980                                         |                                              | 1 280                                        |                                              |
| 1990                                         | 1990                                         |                                              | 1 189                                        | 142                                          |
| 1995                                         | 1995                                         |                                              | 1 145                                        | 142                                          |
| 2000                                         | 2000                                         |                                              | 1 019                                        | 142                                          |
| 2005                                         | 2005                                         |                                              | 977                                          | 142                                          |
| 2010                                         | 2010                                         |                                              | 972                                          | 142                                          |
| 2015                                         | 2015                                         |                                              | 1 011                                        | 149                                          |
| 2020                                         | 2020                                         |                                              | 1 025                                        | 144                                          |
|                                              |                                              |                                              |                                              |                                              |

## Samhället
Storebro är hemort för båttillverkaren Storebro Bruks AB.
I Storebro finns Visans skepp, en skeppssättning som uppfördes under 1980-talet som en hyllning till den svenska visan. Storebro kyrka byggdes 1969.

## Bildgalleri

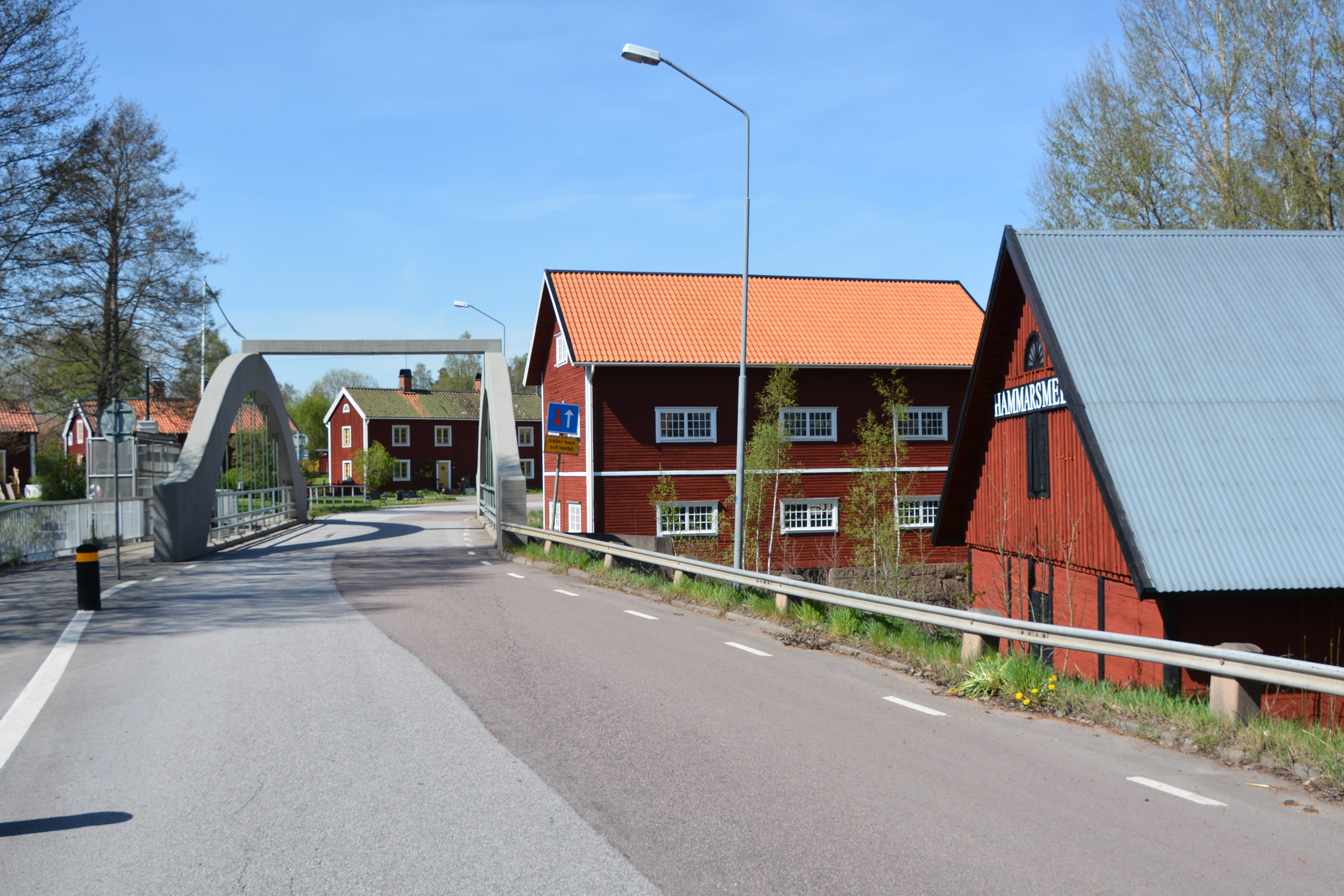
Bruksmuseet i Storebro
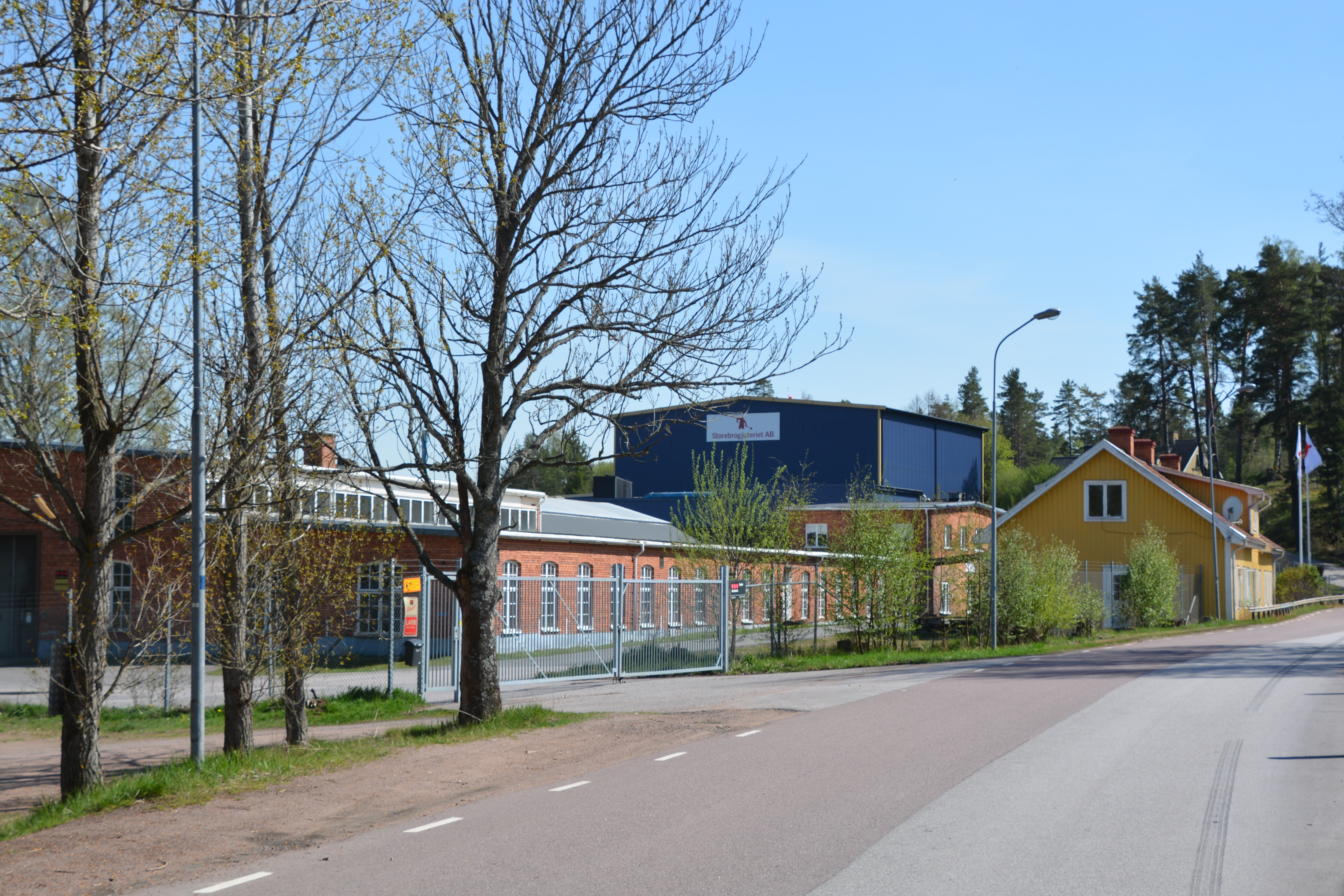
Storebrogjuteriet
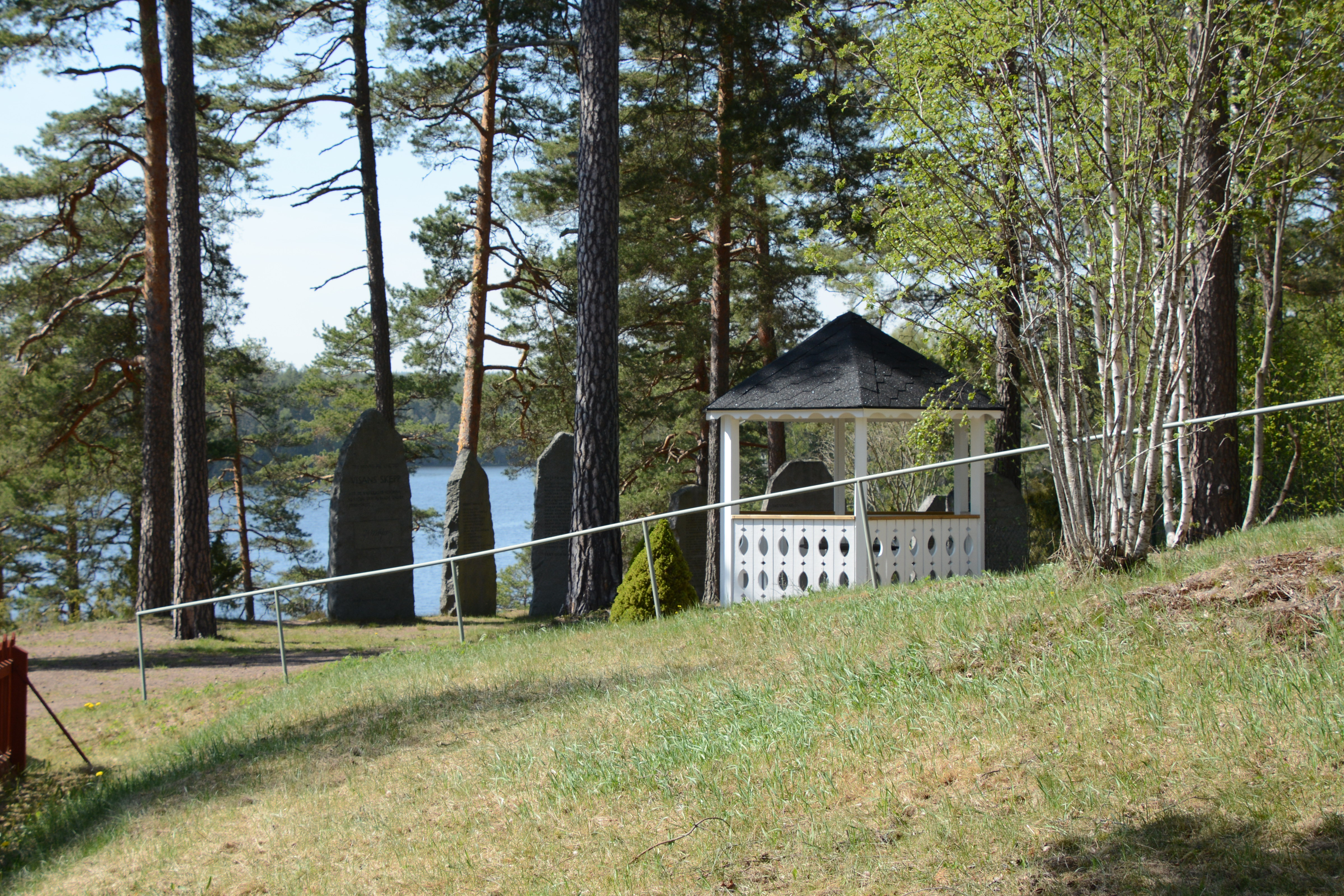
Visans skepp